# Renate Mahlberg
Renate Mahlberg (* 17. März 1949 in Münstereifel; † 24. April 2019) war eine deutsche Schriftstellerin.

## Leben
Renate Mahlberg wirkte als Musiklehrerin. Sie lebte mit ihrer Familie im Eifelort Kommern. Seit 1975 veröffentlichte sie Gedichte.

## Werke
- Die Stille durchbrechen. Gedichte. Edition RS, Marburg 2000, ISBN 3-927165-71-9.
- Zwischen Zeiten. Roman. Landpresse, Weilerswist 2002, ISBN 3-935221-20-7.
- Beiträge in: Die 1966er von Münstereifel, Matthias Dohmen, Harald Bongart, Thomas Wolters (Hrsg.), Verlag H.-J.Momberger Wuppertal 2016, ISBN 978-3-940439-73-4.